# 大集部 (大正蔵)
大集部（だいしゅうぶ）とは、大正新脩大蔵経において、『大集経』に関連する仏典をまとめた領域のこと。
『地蔵菩薩本願経』などを含む。
第8番目の部であり、収録されている経典ナンバーは397から424まで。巻数では13巻に相当する。

## 構成

### 巻別
- 大集部 第13巻 - No.397-424

### 詳細
大集部 第13巻 - No.397-424
- 397.『大方等大集経』
- 398.『大哀経』
- 399.『宝女所問経』
- 400.『海意菩薩所問浄印法門経』
- 401.『無言童子経』
- 402.『宝星陀羅尼経』
- 403.『阿差末菩薩経』
- 404.『大集大虚空蔵菩薩所問経』
- 405.『虚空蔵菩薩経』
- 406.『虚空蔵菩薩神呪経』
- 407.『虚空蔵菩薩神呪経』
- 408.『虚空孕菩薩経』
- 409.『観虚空蔵菩薩経』
- 410.『大方広十輪経』
- 411.『大乗大集地蔵十輪経』
- 412.『地蔵菩薩本願経』
- 413.『百千頌大集経地蔵菩薩請問法身讃』
- 414.『菩薩念仏三昧経』
- 415.『大方等大集経菩薩念仏三昧分』
- 416.『大方等大集経賢護分』
- 417.『般舟三昧経』
- 418.『般舟三昧経』
- 419.『抜陂菩薩経』
- 420.『自在王菩薩経』
- 421.『奮迅王問経』
- 422.『大集譬喩王経』
- 423.『僧伽吒経』
- 424.『大集会正法経』